# لگال اند جنرال
لگال اند جنرال (به انگلیسی: Legal & General) شرکت خدمات مالی بریتانیایی و چندملیتی است، که در زمینه ارائه خدمات بیمه، مزایای بازنشستگی و مدیریت سرمایه‌گذاری فعالیت می‌کند.
شرکت لگال اند جنرال در ماه ژوئن سال ۱۸۳۶ توسط سرجنت جان آدامز و ۵ وکیل دیگر راه‌اندازی شد و در حال حاضر دارای عملیات در کشورهای بریتانیا، مصر، فرانسه، آلمان، هند، هلند، ایالات متحده آمریکا و کشورهای عربی خلیج فارس می‌باشد.
در تاریخ ۳۱ دسامبر ۲۰۱۱ مجموع دارایی‌های شرکت لگال اند جنرال بیش از ۳۷۱ میلیارد پوند اعلام شد. دفتر مرکزی این شرکت در شهر لندن، بریتانیا قرار دارد و بخشی از سهام آن در بازار بورس لندن معامله می‌شود.